# Elm Park (wijk)
Elm Park is een wijk in het Londense bestuurlijke gebied Havering, in de regio Groot-Londen.

## Geboren
- Neil Duncan-Jordan, politicus